# Minecraft：Mojang的故事
《Minecraft：Mojang的故事》是一部2012年的紀錄片，記錄了Mojang公司的歷史及其創造《Minecraft》的過程。
該片以採訪Mojang公司的主要人員為主，包括馬庫斯·佩爾松（又名Notch）和延斯·伯根斯坦（又名Jeb）。這部紀錄片是由兩位玩家在Kickstarter campaign的資助下拍攝及製作，主要描述馬庫斯·佩爾松以及Mojang公司製作出經典沙盒遊戲《Minecraft》的過程。
這部電影在Xbox Live上首演於2012年12月22日，並在第二天時提供下載。雖然兩位玩家也將此部紀錄片上傳到世界最大的BT種子伺服器海盗湾提供免費收看此部片的管道，但兩位玩家仍呼籲大家考慮用購買的方式收看該紀錄片。
這部紀錄片於2011年2月11日開拍，在2012年12月23日上映。此外，Yogscast和彼得·莫利紐茲都有在這部紀錄片中露面。

## 內容
這個紀錄片紀錄了Mojang開發《Minecraft》遊戲的過程。該片還收錄了在電子遊戲界中的許多人對於《我的世界》的見解，討論其知名度以及影響力。從採訪佩爾松和其他Mojang員工做為整個影片的一個切入點。

### 其他版本
在Kickstarter計畫中，對於捐贈者的回饋有一些是本片的其他版本。比如捐贈至少30美元者，會回饋一個本片的「支持者」版本，捐贈破萬美元者則可以得到未刪減的版本。

## 製作

### 配樂
這部電影的配樂是由《我的世界》遊戲背景音樂及音效的主要創作者丹尼爾·羅森菲爾德（C418）製作。這些音樂的特點是皆出自羅森菲爾德的一個有31首曲目的專輯《One》。

### 捐贈與Kickstarter計畫
Kickstarter網絡服務為兩位玩家提供了部分製作經費。至2011年3月26日為止，共獲得了210,297元的募款，比預期的150,000元多出許多。但其實早在3月9日就已經超過預期的150,000了，但基於某些原因導致部份捐贈者撤資，但最後還是達到了比預期多一倍多的捐款。官方也對捐贈者做出了回饋，並依捐贈多少贈予不同價值的獎品。捐贈至少1美元就可以有一些簡單的回饋，捐贈超過15美元的人可以被列在該片片尾的製作名單表上，超過萬元的人甚至會被邀請到Mojang公司工作室參觀并參加招待感謝宴會。

## 外部連結
- 官方网站
- 互联网电影数据库（IMDb）上《Minecraft: The Story of Mojang》的资料（英文）
- 中《Minecraft:Mojang故事》的介紹 （中文）